# Ritthem
Ritthem es una localidad de la provincia de Zelanda (Países Bajos). Está situada en la isla de Walcheren, a unos 4 km al este de Flesinga. 
Poseyó municipio propio hasta 1966, cuando fue incluida en Flesinga.